# 慎靚王
慎靚王（しんせいおう）は、周朝の第36代王。顕王の子。姫延（赧王）の父。